# Фридберг (Штирия)
Фридберг (нем. Friedberg (Steiermark)) — город в Австрии, в федеральной земле Штирия.
Входит в состав округа Хартберг. Население составляет 2614 человек (на 31 декабря 2005 года). Занимает площадь 26 км². Официальный код — 60706.

## Политическая ситуация
Бургомистр коммуны — Руперт Грубер (АНП) по результатам выборов 2005 года.
Совет представителей коммуны (нем. Gemeinderat) состоит из 15 мест.
- АНП занимает 8 мест.
- СДПА занимает 6 мест.
- АПС занимает 1 место.